# Beata Bublewicz
Beata Maria Bublewicz (ur. 26 lutego 1975 w Olsztynie) – polska polityk, urzędniczka samorządowa, posłanka na Sejm V, VI i VII kadencji z listy Platformy Obywatelskiej.

## Życiorys

### Wykształcenie i działalność zawodowa
Ukończyła w 2002 studia na Wydziale Stosowanych Nauk Społecznych i Resocjalizacji Uniwersytetu Warszawskiego (kierunek: socjologia, public relations), uzyskując tytuł zawodowy magistra socjologii oraz w 1999 studia na Wydziale Humanistycznym Uniwersytetu Warmińsko-Mazurskiego (filologia angielska) z tytułem zawodowym licencjata. Posiada także certyfikat specjalizacyjny z zakresu public relations.
Przez osiem lat zarządzała autoryzowanym przedstawicielstwem Opel Polska w Olsztynie, później zajmowała się doradztwem biznesowym.

### Działalność publiczna
W 2005 z listy Platformy Obywatelskiej została wybrana na posła V kadencji w okręgu olsztyńskim. Zasiadała w Komisji Spraw Zagranicznych oraz w Komisji Kultury Fizycznej i Sportu. Pełniła funkcję sekretarza Sejmu i wiceprzewodniczącej Grupy Polsko-Brytyjskiej. Działała w parlamentarnej Grupie ds. Ratownictwa Wodnego i Górskiego i Parlamentarnej Grupie Kobiet. Przewodniczyła Parlamentarnemu Zespołowi na rzecz Tybetu. W 2007 reprezentowała Polskę na konferencji OECD w Paryżu oraz w Dowództwie Połączonych Sił Sojuszniczych w Brunssum w Holandii i w Kwaterze Głównej NATO w Brukseli.
W wyborach parlamentarnych w 2007 po raz drugi uzyskała mandat poselski, otrzymując 19 470 głosów. W VI kadencji Sejmu także przystąpiła do Komisji Spraw Zagranicznych oraz Komisji Kultury Fizycznej i Sportu, której została wiceprzewodniczącą. Ponownie też stanęła na czele Parlamentarnego Zespołu na rzecz Tybetu.
W 2009 bez powodzenia kandydowała z listy PO w wyborach do Parlamentu Europejskiego. W październiku tego samego roku wybrano ją w skład prezydium Klubu Parlamentarnego Platformy Obywatelskiej. W 2011 kandydowała w wyborach parlamentarnych i po raz trzeci z rzędu uzyskała mandat poselski, otrzymując 23 262 głosy. Objęła m.in. funkcję zastępcy przewodniczącego Komisji Spraw Wewnętrznych i przewodniczącej Parlamentarnego Zespołu ds. Bezpieczeństwa Ruchu Drogowego. W 2015 nie odnowiła mandatu. W 2016 została zastępcą dyrektora Departamentu Sportu Urzędu Marszałkowskiego Województwa Warmińsko-Mazurskiego. Stanowisko to zajmowała do 2020, przechodząc następnie na inną funkcję w urzędzie marszałkowskim.
W wyborach samorządowych w 2018 bezskutecznie ubiegała się o urząd prezydenta Olsztyna, zajmując 5. miejsce z wynikiem 3903 głosów (5,33%).

## Życie prywatne
Jest córką Mariana i Ireny. W 2001 powołała Fundację im. Mariana Bublewicza działającą na rzecz Zespołu Szkół Ogólnokształcących Mistrzostwa Sportowego im. Mariana Bublewicza w Olsztynie. W 2005 wydała książkę poświęconą pamięci ojca, zawodowego rajdowca, przeznaczając dochód na działalność fundacji. W 2011 wyróżniona przez Stowarzyszenie Partnerstwo dla Bezpieczeństwa.